# Dago Leukefeld
Dago Oliver Leukefeld (* 30. April 1963 in Sondershausen) ist ein deutscher Handballtrainer.
Dago Leukefeld sammelte bereits als Jugendlicher erste Erfahrung als Trainer. So trainierte er von 1977 bis 1983 die Jugend und Senioren von Eintracht Sondershausen. Von 1983 bis 1986 war er Coach der Juniorinnen von UT Erfurt. In der 1. und 2. Frauen-Bundesliga trainierte er UT Erfurt-TSV Erfurt bis 1993. Er war auch von 1988 bis 1993 Auswahltrainer von Thüringen und trainierte anschließend sechs Jahre lang die HSG Blomberg-Lippe. Von 1994 bis 1996 war er für die Auswahl Westfalens zuständig, ab 1996 für die DHB-Jugend. Von 2000 bis 2001 war Leukefeld Bundestrainer der Frauen und Juniorinnen. Von 2000 bis 2004 stand er bei DJK/MJC Trier unter Vertrag, die er 2003 zur Deutschen Meisterschaft führte. Zwischen 2004 und 2010 trainierte er den Thüringer HC, anschließend übernahm Leukefeld das Traineramt beim VfL Sindelfingen, der vor der Saison 2011/12 Insolvenz anmelden musste und mit den Stuttgarter Kickers fusionierte. Seit 2011 ist Leukefeld in beratender und unterstützender Tätigkeit für TV Jahn Duderstadt tätig. Während der Saison 2011/12 übernahm er Aushilfsweise erneut das Traineramt bei den Trierer Miezen bis zum Saisonende, nachdem dort Thomas Happe sein Amt niedergelegt hatte.
Im Januar 2013 verpflichtete er sich als Trainer der Frauenmannschaft der SG BBM Bietigheim, die in der Folge in die 1. Bundesliga aufstieg. Genau ein Jahr später wurde er von der SG BBM beurlaubt. Im Dezember 2019 half er für eine kurze Zeit beim Oberligisten SV Fortuna ’50 Neubrandenburg als Trainer aus. Im Jahr 2021 übernahm Leukefeld nochmals die Damenmannschaft von Neubrandenburg. Zusätzlich trainiert er die weibliche A- und weibliche B-Jugend im Verein. Nachdem Leukefeld nach der Saison 2022/23 sein Traineramt der Damenmannschaft abgegeben hatte, übernahm er am Jahresende 2023 nochmals für zwei Pflichtspiele das Amt seiner Nachfolgerin Annamária Ilyés.